# Ray Holt
Pour les articles homonymes, voir Holt.
 (août 2024).
Si vous disposez d'ouvrages ou d'articles de référence ou si vous connaissez des sites web de qualité traitant du thème abordé ici, merci de compléter l'article en donnant les références utiles à sa vérifiabilité et en les liant à la section « Notes et références ».
Ray Holt ou Raymond Jacob Holt est un personnage de fiction apparaissant dans la série télévisée Brooklyn Nine-Nine, interprété par l'acteur Andre Braugher et doublé en version française par Thierry Desroses.

## Biographie
Ray Holt occupe le poste de capitaine de police au sein de la Brigade du 99e district, située dans le quartier de Brooklyn à New York, et fait sa première apparition dans le premier épisode de la première saison. Gina Linetti est la première à découvrir son homosexualité. Par le passé, il a été l'objet de moqueries de la part de ses collègues en raison de son orientation sexuelle, et plusieurs brigades ont refusé de l'engager pour cette raison. Il est marié à Kevin Cozner, professeur à l'université, et a un neveu, Marcus, avec qui Rosa Diaz entretiendra une brève relation amoureuse. Il a également une petite sœur, Debbie, qui lui rend visite dans l'épisode intitulé "La croisière", et sa mère est juge fédérale.
Dans son enfance, Ray Holt aimait explorer la pièce de son père pour observer des globes antiques, et il tenait un journal. Avant de devenir capitaine de la Brigade, il a travaillé huit ans au bureau des affaires publiques. Au cours de sa carrière, il a procédé à plus de 600 arrestations. De nature stricte, il attache une grande importance au respect des règlements du commissariat et semble souvent impassible face aux événements joyeux ou tragiques de sa vie. Cependant, il se montre ouvert à différentes occasions, exprimant sa gratitude ou félicitant ses détectives, tels que Jake Peralta ou Amy Santiago, lorsqu'ils démontrent leur dévouement en le tirant de situations difficiles. Dans l'épisode "Opération Captain's Fury", la mauvaise humeur inexplicable du capitaine envers la brigade du 99e pousse Jake à mener sa propre enquête. Accompagné de Gina et de Kevin, il découvre par le biais d'une caméra de surveillance que le capitaine a été agressé par trois voyous, mais a réussi à les neutraliser malgré avoir été poignardé. Le fait que Rosa entretienne une relation avec son neveu les rapproche davantage.
Sa rivale est la chef-adjoint Madeline Wuntch, qui était amoureuse de lui, mais l'a rejetée, lui avouant qu'il est gay. Dans le dernier épisode de la saison 2, il quitte la Brigade, étant transféré au service des relations publiques en tant que directeur. La saison suivante, grâce à Jake Peralta, il fait son retour à la Brigade après le départ du capitaine intérimaire Darren Pembroke, celui que Jake et ses collègues surnomment «Le vautour». Il encouragera Amy et Jake à travailler ensemble, tout en les autorisant à poursuivre leur relation amoureuse. Après avoir réussi à démanteler un gros réseau de trafic de drogues, avec l'aide de Jake, ce dernier reçoit un appel menaçant de Jimmy Figgis (alias « le boucher ») et il est contraint, avec son collègue, de fuir.
Au cours de la saison 4, Jake et lui vivent depuis 6 mois à Coral Palms, en Floride, sous les identités de Larry et Greg, dirigeant d'une fan zone et vendeur de quads. Bien qu'ils soient sous couverture, ils mènent tout de même leur enquête sur Figgis, le chef du réseau de trafic de drogues qu'ils ont démantelé. Ils sont d'abord arrêtés par la police de la ville pour possession d'armes, mais s'échappent de prison. Faisant appel à la Brigade du 99e, ils réussissent à piéger Figgis et ses complices, ce qui permet à Jake et au capitaine Holt de reprendre leur service actif. Mais cette action n'est pas sans conséquence : en effet, ayant désobéi à leur capitaine intérimaire Jason Stentley, la Brigade du 99e est contrainte de travailler aux horaires de nuit, mais dans l'épisode La Surmolition, Holt & Peralta vont permettre à ce dernier de récolter toute la gloire pour avoir démantelé un vaste réseau de trafic de drogues, permettant de retrouver leurs horaires normaux.